# Ајанско веће
Ајанско веће у Османском царству био је збор представника новог војничког племства - ајана који се јављају са слабљењем империје. Као поседници великих државних добара (у трајном закупу), Ајани су преко Ајанског већа одлучујуће утицали на управу у покрајини. Ајанско веће у Босни поступно је преузимало војно-политичку улогу дивана; састајало се у Травнику једном годишње, а по потреби и чешће и разматрало сва важнија питања вилајета. Нарочито је значајна одлука Ајанског већа од 1737. године, које је, супротно налогу Порте одлучило да пружи отпор аустријанцима у рату 1737-1739. године. Већем је председавао босански везир, а чланови су били ајани и све високе војне старешине беглербеглука. Поред осталог, веће је одлучивало о војним обавезама војно-администратиних подручја, мобилизацији, смештају и исхрани војске, чувању реда и мира, бринуло се о спровођењу у живот султанових наредби... У Босни је укинуто 1838. године.